# Stilbopteryx walkeri
Stilbopteryx walkeri är en insektsart som beskrevs av Douglas E. Kimmins 1940. Stilbopteryx walkeri ingår i släktet Stilbopteryx och familjen myrlejonsländor. Inga underarter finns listade i Catalogue of Life.